# Helen Rodriguez-Trias

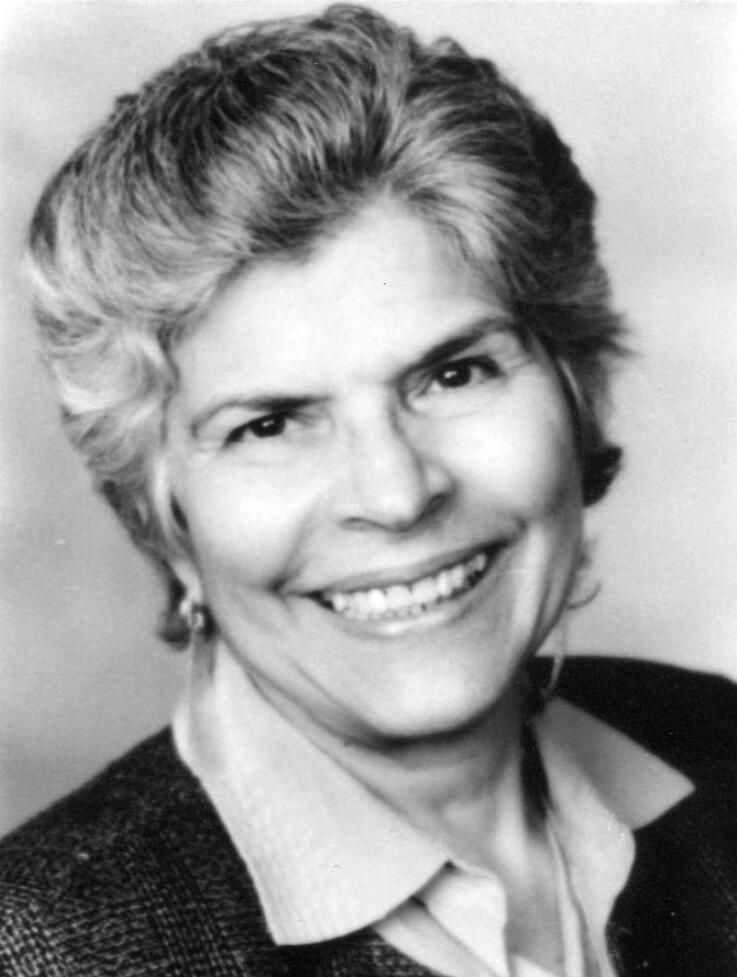
Helen Rodriguez-Trias

Helen Rodríguez Trías (* 7. Juli 1929 in New York City, Vereinigte Staaten; † 27. Dezember 2001 in Santa Cruz, Kalifornien, Vereinigte Staaten) war eine US-amerikanische Medizinerin, Hochschullehrerin und Frauenrechtlerin. Sie war die erste lateinamerikanische Präsidentin der American Public Health Association (APHA) und gründete die erste Säuglingsklinik in Puerto Rico.

## Leben und Werk

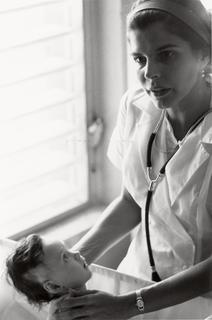
Helen Rodriguez Trias

Rodriguez-Trias war die Tochter des Geschäftsmanns Damian Trías und der Lehrerin Josefa Rodríguez, die nach ihrer Geburt 1929 mit ihr zurück nach Puerto Rico zogen. 1939 kehrte sie nach New York City zurück und lebte mit ihrer Mutter im Viertel Washington Heights.
1947 begann Rodriguez-Trias ihr Studium an der Universität von Puerto Rico in San Juan. Sie engagierte sich dort in der puerto-ricanischen Unabhängigkeitsbewegung, weshalb ihr Bruder sie nicht mehr finanziell unterstützte. Sie zog 1948 zurück nach New York, heiratete David Brainin und bekam 1949, 1951 und 1953 mit ihm drei Kinder. Nach der Scheidung kehrte sie mit ihrer Mutter und den Kindern nach San Juan zurück. 1955 heiratete sie den Wirtschaftswissenschaftler Eliezer Curet. Mit seiner finanziellen Unterstützung schrieb sie sich erneut an der Universität von Puerto Rico ein.
1957 erlangte sie ihren Bachelor-Abschluss, 1960 schloss sie ihr Medizinstudium mit Auszeichnung ab und brachte ihr viertes Kind zur Welt. Während ihrer Assistenzzeit gründete sie das erste Zentrum für die Betreuung von Neugeborenen in Puerto Rico. Unter ihrer Leitung sank die Sterberate bei Neugeborenen im Krankenhaus innerhalb von drei Jahren um 50 Prozent. Sie absolvierte 1963 ihre Facharztausbildung am University Hospital in San Juan und kehrte 1970 nach ihrer Scheidung nach New York City zurück.
Sie übernahm die Leitung der Kinderabteilung am Lincoln Hospital in der South Bronx. Die Patienten des Krankenhauses waren fast alle Afroamerikaner und Migranten sowie Kinder von Migranten aus der spanischsprachigen Karibik, die zu den einkommensschwächsten Bevölkerungsgruppen der Vereinigten Staaten gehörten. Zu dieser Zeit war sie auch außerordentliche Professorin für Medizin am Albert Einstein College of Medicine der Yeshiva University.
1978 verließ Rodriguez-Trias das Lincoln Hospital, um stellvertretende Leiterin der Abteilung für Pädiatrie am St. Luke’s Hospital und Leiterin des Kinder- und Jugendprogramms des Roosevelt Hospital zu werden. Zudem war sie Professorin am College of Physicians and Surgeons der Columbia University.
Nachdem sie 1970 an einer Konferenz über Abtreibung am Barnard College teilgenommen hatte, beteiligte sie sich an der Bewegung für das Recht auf Abtreibung.

## Committee to End Sterilization Abuse
Sie nahm an vielen sozialen Aktivismusprojekten teil, die sie bei vielfach selbst leitete. Sie war an der Gründung des Komitees für Abtreibungsrechte und gegen Sterilisationsmissbrauch beteiligt, einer Gruppe, die 1979 maßgeblich zur Erstellung bundesstaatlicher Sterilisationsrichtlinien beitrug.
Bei ihren Untersuchungen entdeckte Rodriguez-Trias, dass zwischen den späten 1930er und den späten 1960er Jahren etwa ein Drittel der puerto-ricanischen Frauen im gebärfähigen Alter sterilisiert worden waren, oft in der Irreführung, der Eingriff sei umkehrbar. Studien ergaben, dass diese Praxis von der puerto-ricanischen Regierung subventioniert wurde, aber auch, dass Zwangssterilisationen kein Problem auf der Insel waren. Weitere Untersuchungen ergaben, dass Krankenhäuser in den Vereinigten Staaten gezielt Patienten mit niedrigem Einkommen und dunkler Hautfarbe für Sterilisationsverfahren anvisierten. Bis Mitte der 1970er Jahre zeigten Daten, dass über 65 Prozent der Sterilisationen in US-Krankenhäusern an afroamerikanischen Frauen durchgeführt wurden.
1970 gründete Rodriguez-Trias zusammen mit anderen Vertretern des öffentlichen Gesundheitswesens das Committee to End Sterilization Abuse. In dieser Organisation und 1979 als Gründerin einer weiteren Gruppe Committee for Abortion Rights and Against Sterilization Abuse setzte sich Rodriguez-Trias für kostenlose Verhütungsmittel ein, klärte die Öffentlichkeit über Zwangssterilisationen auf und ging juristisch und gesetzgeberisch gegen die Ungerechtigkeiten vor, denen afroamerikanische Frauen im Gesundheitssystem ausgesetzt waren. 1979 führte die Arbeit dieser Organisationen zur Umsetzung bundesstaatlicher Richtlinien zur Sterilisation, die eine schriftliche und informierte Einwilligung sowie eine 30-tägige Wartezeit erforderten.

## Präsidentin der American Public Health Association (APHA)
In den 1980er Jahren war Rodriguez-Trias medizinische Direktorin des AIDS-Instituts des New York State Department of Health, wo sie sich für HIV-infizierte Frauen einsetzte. Sie war von 1996 bis 1999 Co-Direktorin des Pacific Institute for Women's Health in Los Angeles. Das Institut bietet Programme zur Förderung der Frauengesundheit in den USA, Afrika, Lateinamerika, dem Nahen Osten und Asien an. Rodriguez-Trias konzentrierte ihre Arbeit auf Gesundheitspolitik, Zugang zur Gesundheitsversorgung und Integration aller Aspekte der reproduktiven Gesundheit in Programme für Frauen. Sie war auch Beraterin für Gesundheitsprogramme für Agenturen und Stiftungen, die sich mit den Bedürfnissen von Bevölkerungsgruppen wie HIV-Infizierten, Frauen, Kindern und Jugendlichen befassen.
Rodriguez-Trias war 1971 Gründungsmitglied des Women's Caucus und des Hispanic Caucus der American Public Health Association. Sie setzte sich bei den Internationalen Frauenkonferenzen in Kairo und Peking für Gesundheits- und Reproduktionsfragen ein.
Sie war Gründerin der New York Latino Commission on AIDS und wurde 1993 die erste lateinamerikanische Präsidentin der American Public Health Association.
Rodriguez-Trias starb im Dezember 2001 an den Folgen einer Krebserkrankung.

## Auszeichnungen und Ehrungen
- 2001: Presidential Citizens Medal
- Die American Public Health Association vergibt ihr zu Ehren während ihrer jährlichen Tagung den Helen Rodriguez-Trias Award
- Zum 89. Geburtstag von Helen Rodriguez-Trias wurde am 7. Juli 2018 ein Google Doodle veröffentlicht[7]